# Hantsport
Hantsport (do 1849 Halfway River) – miejscowość (community; 1895–2015 miasto) w kanadyjskiej prowincji Nowa Szkocja, w hrabstwie Hants. Według spisu powszechnego z 2016 obszar dawnego miasta (dissolved census subdivision) to: 2,13 km², a zamieszkiwało wówczas ten obszar 1124 osób, natomiast obszar miejski (population centre)) zamieszkiwało 1560 osób.
Miejscowość pierwotnie nosiła miano Halfway River ze względu na położenie na szlaku w połowie drogi między Grand Pré a Windsorem i była w XIX w. ważnym portem, dlatego też w 1849 na wniosek tamtejszego przemysłowca z branży stoczniowej Ezry Churchilla zmieniono nazwę na współcześnie używaną, by oddać fakt bycia „głównym portem hrabstwa Hants”, w 1895 otrzymała ona status miasta (town), którego została pozbawiona od 1 lipca 2015.